# توم كوين
توماس جي.كوين (Tom J. Coyne) من مواليد 10 ديسمبر 1954 و توفي 12 أبريل 2017.هو مهندس صوت أمريكي سابق ،شارك في إنتاج العديد من الأغاني لمغنين معروفين مثل برونو مارس ، تايلور سويفت ،بيونسي.

## روابط خارجية
- توم كوين على موقع ميوزك برينز (الإنجليزية)